# Acacia oncinocarpa
Acacia oncinocarpa är en ärtväxtart som beskrevs av George Bentham. Acacia oncinocarpa ingår i släktet akacior, och familjen ärtväxter. Inga underarter finns listade i Catalogue of Life.